# Philip Michael Thomas

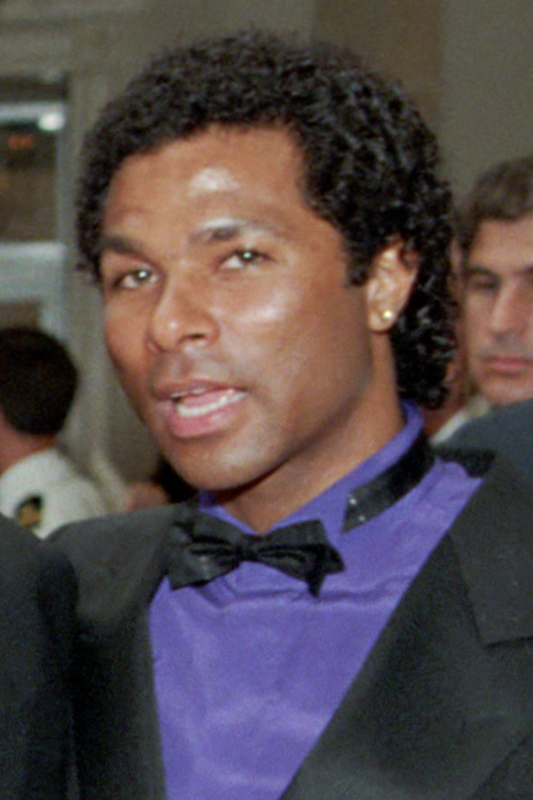
Philip Michael Thomas (1985)

Philip Michael Thomas (* 26. Mai 1949 in Columbus, Ohio) ist ein US-amerikanischer Schauspieler und Musiker. Er wurde auch unter den Namen Philip M. Thomas oder Philip Thomas im Abspann von Filmen aufgeführt. Bekannt wurde er vor allem durch seine Rolle als Ricardo Tubbs in der 1980er-Jahre-Fernsehserie Miami Vice.

## Leben
Philip Michael Thomas begann seine Karriere als Bühnenschauspieler und debütierte 1971 in dem mehrfach ausgezeichneten Stück No Place to be Somebody. In Folge hatte er einige kleinere Auftritte in Filmen sowie Gastauftritte in diversen Fernsehproduktionen. Unter anderem hatte Thomas jeweils einen Gastauftritt in den erfolgreichen Serien Starsky & Hutch und Roots.
Mitte der 1980er Jahre wurde Thomas durch seine Rolle als Ricardo Tubbs in der erfolgreichen Fernsehserie Miami Vice weltbekannt. Thomas kündigte zu dieser Zeit auch an, alle vier großen Preise der US-Unterhaltungsindustrie gewinnen zu wollen. Er konnte keinen der Preise gewinnen, prägte allerdings die seither für diese Leistung übliche Bezeichnung EGOT.
Er trat auch als Willy Dumas in der Serie Zwei Supertypen in Miami und als Padre Zack in Zwei Engel mit vier Fäusten auf. Außerdem lieh er der Videospielfigur Lance Vance in zwei Spielen der Grand-Theft-Auto-Reihe (GTA: Vice City und GTA: Vice City Stories) seine Stimme.
Der deutsche Stammsprecher von Philip Michael Thomas ist Lutz Mackensy.
Philip Michael Thomas arbeitet außerdem als Musiker und komponiert seit seinem elften Lebensjahr. 1985 veröffentlichte er Livin’ the Book of My Life und 1988 Somebody. Der kommerzielle Erfolg blieb allerdings aus. Seine Musik verfügt über eine große stilistische Bandbreite und einige seiner Stücke wurden – wie auch Songs seines Kollegen und Filmpartners Don Johnson – für Miami Vice verwendet.
Er lebt in Coral Groves, Miami, Florida.

## Filmografie (Auswahl)
- 1972: Stigma
- 1973: Zahlentrick – Ein Millionenspiel (Book of Numbers)
- 1975: Coonskin
- 1975: Was nützt dem toten Hund ein Beefsteak? (Mr. Ricco)
- 1978: Starsky & Hutch (Fernsehserie, 1 Folge)
- 1978: Rettet die Bestien (The Beasts Are on the Streets, Fernsehfilm)
- 1978: Angel Dust – Die tödliche Droge (Death Druge)
- 1982: Hey Good Lookin’ (Sprechrolle)
- 1982 Trapper John, M.D. (Staffel 3, Episode 15)
- 1984–1989: Miami Vice (Fernsehserie, 110 Folgen)
- 1986: Black and White – Kampf um Jenny (Black and White, Fernsehfilm)
- 1987: Motown Merry Christmas (Fernsehfilm)
- 1988: Magic Movie
- 1990: Schatten über Sunshine (A Little Piece of Sunshine, Fernsehfilm)
- 1989: Heißes Pflaster New Orleans – Vom Gesetz entwürdigt (False Witness, Fernsehfilm)
- 1991: Zwei Supertypen in Miami (Detective Extralarge, Fernsehserie, 6 Folgen)
- 1991: Perry Mason und die skrupellose Sensationsreporterin (Perry Mason: The Case of the Ruthless Reporter, Fernsehfilm)
- 1993: Miami Shakedown
- 1994: River of Stone
- 1997: Zwei Engel mit vier Fäusten (Noi siamo angeli, Fernsehserie, 6 Folgen)
- 1997, 2001: Nash Bridges (Fernsehserie, 2 Folgen)
- 2003: Fate
- 2009: Poet, Soldier (Kurzfilm)

## Diskografie
Alben
- 1985: Living the Book of My Life (Spaceship Records, Atlantic)
- 1988: Somebody (Atlantic, Spaceship Records)
- 1994: PMT Psychic Connection Volume 1 (PMT Music)